# U–1228
Az U–1228 tengeralattjárót a német haditengerészet rendelte a hamburgi Deutsche Werft AG-től 1941. október 14-én. A hajót 1943. december 22-én vették hadrendbe. Három járőrutat tett, amelyen egy hajót süllyesztett el.

## Pályafutása
Első harci küldetésére Friedrich-Wilhelm Marienfeld kapitány parancsnoksága alatt a norvégiai Hortenből futott ki 1944. szeptember 11-én. Feladata az volt, hogy a kanadai partok előtt cserkésszen szövetséges hajók után. Indulását követően hamarosan utasítást kapott, hogy segítsen a megrongálódott U–867-nek. Mielőtt felvehette volna a kapcsolatot a másik búvárhajóval, szeptember 18-án egy brit B–24 Liberator hat mélységi bombát dobott rá. Az egyik elég közel robbant a hajóhoz, és kisebb sérüléseket okozott. Megrongálódott a légzőcső is, emiatt merüléskor a legénység szén-monoxid-mérgezést kapott, egy tengerész meghalt. A tengeralattjáró kénytelen volt visszafordulni.
Következő útján már eljutott Kanada partjaihoz, és 1944. november 25-én megtámadta HMCS Shawinigan kanadai korvettet. A kisméretű hadihajó kikötője az új-fundlandi Sydney volt, és annak környékén járőrözött. A korvettet hajnali fél háromkor találta el a torpedó, miközben a Cabot-szorosban tengeralattjáró-elhárító akcióban vett részt. A hajó felrobbant, és azonnal elsüllyedt, a teljes legénység, 91 ember odaveszett.
Az U–1228 1945. április 12-én indult utolsó harci küldetésére, ismét az Atlanti-óceán túlsó felére. A német kapituláció után a tengeralattjáró is megadta magát a New Hampshire-i Portsmouth-ban 1945. május 17-én. 1946. február 5-én az amerikai USS Sirago búvárhajó megtorpedózta, és az U–1228 elsüllyedt Cape Cod partjaitól keletre.

## Kapitány
| Név                          | Kezdőnap           | Zárónap         |
| ---------------------------- | ------------------ | --------------- |
| Friedrich-Wilhelm Marienfeld | 1943. december 22. | 1945. május 17. |

## Őrjáratok
| Indulás      | Indulónap            | Érkezés    | Zárónap              |
| ------------ | -------------------- | ---------- | -------------------- |
| Horten       | 1944. szeptember 11. | Bergen     | 1944. szeptember 20. |
| Bergen       | 1944. október 12.    | Stavanger  | 1944. december 29.   |
| Kristiansand | 1945. április 14.    | Portsmouth | 1945. május 17.      |

## Elsüllyesztett hajó
| Dátum              | Hajó neve       | Nemzetisége | Brt |
| ------------------ | --------------- | ----------- | --- |
| 1944. november 25. | HMCS Shawinigan | Kanada      | 900 |